# Patrice Talon
Patrice Talon (sinh ngày 01 tháng 5 năm 1958) là một doanh nhân người Bénin và chính trị gia được bầu làm Tổng thống của Benin vào ngày 20 tháng 3 năm 2016.

## Tiểu sử
Được biết đến với danh hiệu "Vua bông" vì ông hoạt động trong ngành bông, Talon là một người ủng hộ của Tổng thống Thomas Boni Yayi, tài trợ cho các chiến dịch của ông này cho cuộc bầu cử năm 2006 và 2011. Tuy nhiên, sau khi hai lần không thành công, Talon đã bị buộc tội âm mưu tham gia vào vụ giết Boni Yayi và trốn sang Pháp vào năm 2012. sau đó, ông được ân xá vào năm 2014.
Talon chạy chạy đua với tư cách ứng cử viên độc lập trong cuộc bầu cử tổng thống tháng 3 năm 2016. Mặc dù ông đã xếp thứ nhì sau Thủ tướng Lionel Zinsou của các lực lượng Cowry cho một Benin đang lên ở vòng bỏ phiếu đầu tiên, ông đã giành thắng lợi ở vòng thứ hai với 65% số phiếu bầu.
Ông kết hôn với một người phụ nữ từ Porto-Novo và có hai con.
Vào tháng 9 năm 2021, Patrice Talon và Thomas Boni Yayi, những đồng minh chính trị đã trở thành kẻ thù thân thiết, gặp nhau tại Cung điện Marina ở Cotonou. Trong buổi họp tête-à-tête này, Thomas Boni Yayi đã trình bày với Patrice Talon một loạt đề xuất và yêu cầu, đặc biệt liên quan đến việc trả tự do cho "những người bị giam giữ chính trị".